# Formula 17
Formula 17 (en chino, 17歲的天空; pinyin, Shí Qī Suì de Tiān Kōng) es una película taiwanesa dirigida por Chen Yin-jung, estrenada el 2 de abril de 2004 y protagonizada por Tony Yang, Duncan Chow, Jin Qin, Dada Ji, Jason Chang y James Yun. 
Se trata de una comedia gay centrada en Chou Tien-Tsai, un joven taiwanés extremadamente romántico que viaja a Taipéi para encontrarse con un hombre que ha conocido en línea por primera vez, pero tal encuentro resulta en una gran decepción. La película describe las experiencias de Tien con su leal compañero de habitación y sus extravagantes amigos, así como también el inicio de su relación con Bai Tieh Nan, el rompecorazones local.

## Argumento

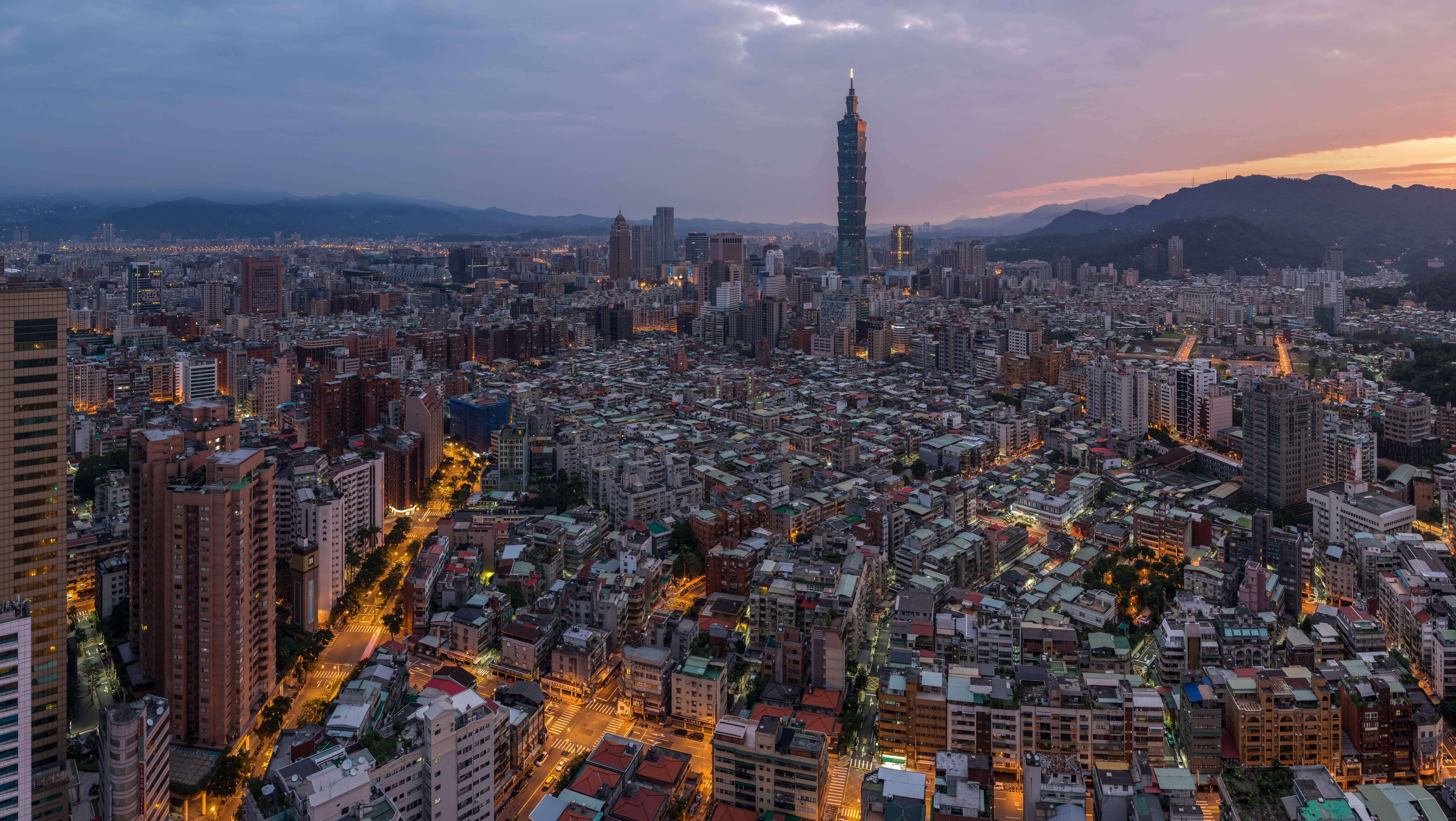
La ciudad de Taipéi, donde tiene lugar la película.

Chou Tien Tsai (Tony Yang) es un ingenuo campesino taiwanés que durante las vacaciones escolares viaja a la ciudad de Taipéi para encontrarse por primera vez con su novio de Internet. Romántico y fiel creyente del amor verdadero, Tien se siente profundamente decepcionado cuando dicha persona, Kevin, parece estar únicamente interesado en tener sexo con él. Tras rechazar a Kevin, Tien visita un bar gay donde trabaja un viejo compañero de clases, Yu (Jin Qin), y conoce al amigo de este, el extravagante C.C. (Dada Ji). En el mismo bar, se encuentra con el rompecorazones número uno, Bai Tieh Nan (Duncan Chow), quien es famoso por no acostarse dos veces con la misma persona. A pesar de profesar su disgusto por los "hombres que juegan con el amor", Tien no puede evitar sentirse atraído por Bai.
Tien comienza a vivir con Yu en lo que duran sus vacaciones; este último recluta a C.C. y Alan (James Yun), otro amigo suyo, con el objetivo de lograr que Tien pierda su virginidad, pero sus esfuerzos fracasan ante la implacable creencia de Tien de solo acostarse con alguien a quien ame. Más adelante, Tien consigue un empleo como asistente en un gimnasio, donde tiene varios encuentros con Bai, quien también parece sentirse atraído por él. A pesar de las advertencias de sus amigos y los rumores sobre el pasado de Bai, Tien rápidamente desarrolla sentimientos por el muchacho.
Por su parte, Bai asiste al psicólogo debido a que tiene problemas para besar a las personas, a pesar de no tener reparos en acostarse con ellos. Después de que se le aconsejara practicar besar un espejo y luego un maniquí, los cuales no ayudaron en absoluto, Bai intenta besar a su amigo y compañero de trabajo, Jun (Jason Chang), pero aun así no puede hacerlo. Una noche, Bai logra besar a Tien y ambos terminan teniendo relaciones apasionadamente, sin embargo y, fiel a su reputación, Bai desaparece al día siguiente dejando que Jun se excusara con Tien en su lugar. Tien, emocionalmente herido y desconocedor de los problemas de intimidad de Bai, cree que este le ha rechazado y cae en depresión. Más tarde, Bai intenta compensar a Tien por lo sucedido, pero al día siguiente debe dejar la ciudad por un importante viaje de negocios.
Después de no poder comunicarse con Bai por teléfono, un deprimido Tien se prepara para abandonar la vivienda de Yu y regresar a su propia casa. Mientras tanto, los amigos de Tien acorralan a Bai y Jun cuando estos regresan de su viaje de negocios y le exigen al primero contarles la verdad, pero este se resiste a hablar. La responsabilidad de esto recae en Jun, quien revela que cuando Bai era niño un adivino le dijo que estaba maldito y que todo lo que amara estaría condenado. Una vida de auto-cumplimiento de esta profecía fue lo que llevó a Bai a convertirse en un playboy y a perder su capacidad de amar. Sin embargo, enamorarse de Tien le tomó por sorpresa y, en consecuencia, ambos terminaron sufriendo. Después de orar en silencio por una segunda oportunidad, Bai ve a Tien dirigiéndose hacia una escalera mecánica. Su primer intento de disculparse falla y Tien huye una vez más. Sin embargo, tras ser salvado de ser arrollado por una scooter por Bai, ambos hacen nuevamente las paces.

## Reparto
- Tony Yang como Chou Tien Tsai
- Duncan Chow como Bai Tieh Nan/Richard Bai
- Jin Qin como Yu
- Jason Chang como Jun
- Dada Ji como C.C
- James Yun como Alan
- Jeff Locker como Ray
- Ladder Yu como Kevin
- Huang Guan-jie como Jay
- Yang Tze-long como Plumero

## Recepción
Formula 17 fue estrenada en el Festival de Cine de Taipéi en marzo de 2004, en el Festival Internacional de Cine de Busan en septiembre y en el Festival de Premios Caballo de Oro de Cine de Taipéi en noviembre. El filme fue un éxito comercial en Taiwán, convirtiéndose en la película más taquillera del año en el país. A pesar de su buena acogida, fue prohibido en Singapur por "retratar la homosexualidad como algo normal, y una progresión natural de la sociedad". En el sitio web Rotten Tomatoes, la película amasó una puntuación de 22% basada en nueve opiniones de críticos, mientras que posee un 73% en opiniones de la audiencia. En Metacritic, acumuló una puntuación de 49 sobre 100 basada en seis opiniones.
El filme fue un inesperado éxito hecho por jóvenes cineastas tras una larga serie de películas poco taquilleras en Taiwán, siendo particularmente popular entre el público adolescente y universitario.